# Episodi de I postini di Middlemost
Elenco degli episodi della serie televisiva animata I postini di Middlemost.
La prima stagione, composta da 20 episodi, è stata trasmessa negli Stati Uniti, da Nickelodeon, dal 9 luglio 2021 al 1ºagosto 2022. La seconda stagione, composta da 13 episodi, è stata trasmessa dal 2 agosto al 21 ottobre 2022.
In Italia la prima stagione è stata trasmessa dal 14 marzo al 5 aprile 2022 su Nickelodeon. La seconda stagione è stata trasmessa dal 2022.

## Stagione 1
| n° | Titolo originale                  | Titolo italiano                     | Prima TV USA     | Prima TV Italia |
| -- | --------------------------------- | ----------------------------------- | ---------------- | --------------- |
| 1  | First Delivery                    | La prima consegna                   | 9 luglio 2021    | 14 marzo 2022   |
| 1  | Chore or Less                     | Giorno di pulizie                   | 9 luglio 2021    | 14 marzo 2022   |
| 2  | BURT! The Musical                 | BURT! Il Musical                    | 16 luglio 2021   | 14 marzo 2022   |
| 2  | Sunday No FunDay                  | Una giornata tranquilla             | 16 luglio 2021   | 14 marzo 2022   |
| 3  | POSTBOT 3000                      | Il PostaBot 3000                    | 23 luglio 2021   | 15 marzo 2022   |
| 3  | Boom Goes the Cloud               | Le esplosioni notturne di Parker    | 23 luglio 2021   | 15 marzo 2022   |
| 4  | I Named It Whiskers               | Baffone                             | 30 luglio 2021   | 16 marzo 2022   |
| 4  | How Angus Got His Groove Back     | Il berretto portafortuna            | 30 luglio 2021   | 16 marzo 2022   |
| 5  | The Tooth Hurts                   | Il dente di Russell                 | 6 agosto 2021    | 17 marzo 2022   |
| 5  | The Middlemost Toast              | Toast gratis                        | 6 agosto 2021    | 17 marzo 2022   |
| 6  | My Buddy, Buddy                   | Il mio amico Buddy                  | 13 agosto 2021   | 18 marzo 2022   |
| 6  | Love Letters                      | Lettere d'amore                     | 13 agosto 2021   | 18 marzo 2022   |
| 7  | Scary Stories to Tell Your Cloud  | Storie di paura al buio             | 22 ottobre 2021  | 30 marzo 2022   |
| 7  | The Pumpkin Pageant               | La zucca più bella                  | 22 ottobre 2021  | 30 marzo 2022   |
| 8  | Darker Parker                     | Parker Dark                         | 29 ottobre 2021  | 21 marzo 2022   |
| 8  | Lady of the Tree                  | La signora dell'albero              | 5 novembre 2021  | 21 marzo 2022   |
| 9  | Parker Saves Christmas            | Parker salva il Natale Parte 1      | 3 dicembre 2021  | 4 aprile 2022   |
| 9  | Parker Saves Christmas            | Parker salva il Natale Parte 2      | 3 dicembre 2021  | 4 aprile 2022   |
| 10 | I Know What You Did Last Mail-Off | La Vendetta di Parker Drone Parte 1 | 21 gennaio 2022  | 31 marzo 2022   |
| 10 | I Know What You Did Last Mail-Off | La Vendetta di Parker Drone Parte 2 | 21 gennaio 2022  | 31 marzo 2022   |
| 11 | The Sleepover                     | Il pigiama party                    | 28 gennaio 2022  | 22 marzo 2022   |
| 11 | The "B" Word                      | La parola con la 'B'                | 28 gennaio 2022  | 22 marzo 2022   |
| 12 | Dog's Best Friend                 | Il miglior amico del cane           | 4 febbraio 2022  | 23 marzo 2022   |
| 12 | Out of Shape                      | Fuori forma                         | 4 febbraio 2022  | 23 marzo 2022   |
| 13 | Premium Parker                    | Il pacchetto premium                | 11 febbraio 2022 | 24 marzo 2022   |
| 13 | Toast of the Town                 | Il toast della città                | 11 febbraio 2022 | 24 marzo 2022   |
| 14 | Ariel Force One                   | Ariel, forza della natura           | 18 febbraio 2022 | 25 marzo 2022   |
| 14 | Itsy Bitsy                        | Il ragnetto                         | 18 febbraio 2022 | 25 marzo 2022   |
| 15 | They're All Named Reggie          | Si chiamano tutti Reggie            | 25 febbraio 2022 | 28 marzo 2022   |
| 15 | The Same Ol' Same                 | La solita vecchia solfa             | 25 febbraio 2022 | 28 marzo 2022   |
| 16 | Cloud of the Month                | Nuvola del mese                     | 4 marzo 2022     | 29 marzo 2022   |
| 16 | A. Plumber                        | L'idraulico                         | 4 marzo 2022     | 29 marzo 2022   |
| 17 | Dolores Moody                     | Dolores Musona                      | 29 aprile 2022   | 1º aprile 2022  |
| 17 | P.I.R.A.T.E.                      | P.I.R.A.T.A.                        | 29 aprile 2022   | 1º aprile 2022  |
| 18 | Inside Russell                    | Dentro Russell                      | 6 maggio 2022    | 4 aprile 2022   |
| 18 | The Stinkhole Chronicles          | Le Cronache del Bucopuzzolente      | 6 maggio 2022    | 4 aprile 2022   |
| 19 | Hair Today, Gone Tomorrow         | Da grande                           | 13 maggio 2022   | 5 aprile 2022   |
| 19 | Dentist Trip                      | Viaggio dal Dentista                | 13 maggio 2022   | 5 aprile 2022   |
| 20 | Ranch on the Side                 | Salsa Ranch a parte                 | 1 agosto 2022    | 5 aprile 2022   |
| 20 | King Cloud vs. Smogzilla          | Re Nuvola contro Smogzilla          | 1 agosto 2022    | 5 aprile 2022   |

## Stagione 2
| n° | Titolo originale                      | Titolo italiano                                 | Prima TV USA    | Prima TV Italia |
| -- | ------------------------------------- | ----------------------------------------------- | --------------- | --------------- |
| 1  | Parker Gets Rich                      | Parker diventa ricco                            | 2 agosto 2022   |                 |
| 1  | Ultimate Fighting Cloud               | Parker sul ring                                 | 2 agosto 2022   |                 |
| 2  | Parker Gets the Bird                  | Parker contro i corvi                           | 3 agosto 2022   |                 |
| 2  | Anchor Shackleton                     | Ancora Shackleton                               | 3 agosto 2022   |                 |
| 3  | Side Hustle                           | Lavori extra                                    | 4 agosto 2022   |                 |
| 3  | Burt Speaks                           | Burt parla                                      | 4 agosto 2022   |                 |
| 4  | Unhappy Campers                       | Campeggiatori infelici                          | 8 agosto 2022   |                 |
| 4  | Leprechauns 2                         | Leprecani 2                                     | 8 agosto 2022   |                 |
| 5  | Sporty Parker                         | Parker Goleador                                 | 9 agosto 2022   |                 |
| 5  | Hammy Time                            | Amico criceto                                   | 9 agosto 2022   |                 |
| 6  | Mayor Ariel                           | Sindaco Ariel                                   | 10 agosto 2022  |                 |
| 7  | Hawk Man                              | L'Uomo Falco                                    | 11 agosto 2022  |                 |
| 7  | Jammy Good!                           | Una marmellata speciale                         | 11 agosto 2022  |                 |
| 8  | The Box Smusher                       | Lo spacca-scatole                               | 15 agosto 2022  |                 |
| 8  | Tie Dye Eye                           | Occhi psichedelici                              | 15 agosto 2022  |                 |
| 9  | The Gift of the Mech Suit             | Regali non graditi                              | 16 agosto 2022  |                 |
| 9  | Worst Curse Scenario                  | Il peggior caso di maledizione                  | 16 agosto 2022  |                 |
| 10 | Summer Santa                          | Babbo Natale in vacanza                         | 17 agosto 2022  |                 |
| 10 | Closed for Cocooning                  | Chiuso per metamorfosi                          | 18 agosto 2022  |                 |
| 11 | To Narwhal, With Love                 | A Winifred, con amore                           | 22 agosto 2022  |                 |
| 11 | Fear and Loathing in Yellow Springs   | Avventura a Yellow Springs                      | 23 agosto 2022  |                 |
| 12 | Pam & Jelly                           | Pam & Jelly                                     | 24 agosto 2022  |                 |
| 12 | Inside Angus                          | Dentro Angus                                    | 25 agosto 2022  |                 |
| 13 | More Scary Stories to Tell Your Cloud | Storie spaventose da raccontare alla tua nuvola | 21 ottobre 2022 |                 |